# Kloster La Chalade
Das Kloster La Chalade (Lachalade) ist eine ehemalige Zisterzienserabtei in der Gemeinde Lachalade im Département Meuse, Region Grand Est, in Frankreich. Es liegt rund 13 km nordwestlich von Clermont-en-Argonne im Argonner Wald, am Fluss Biesme.

## Geschichte

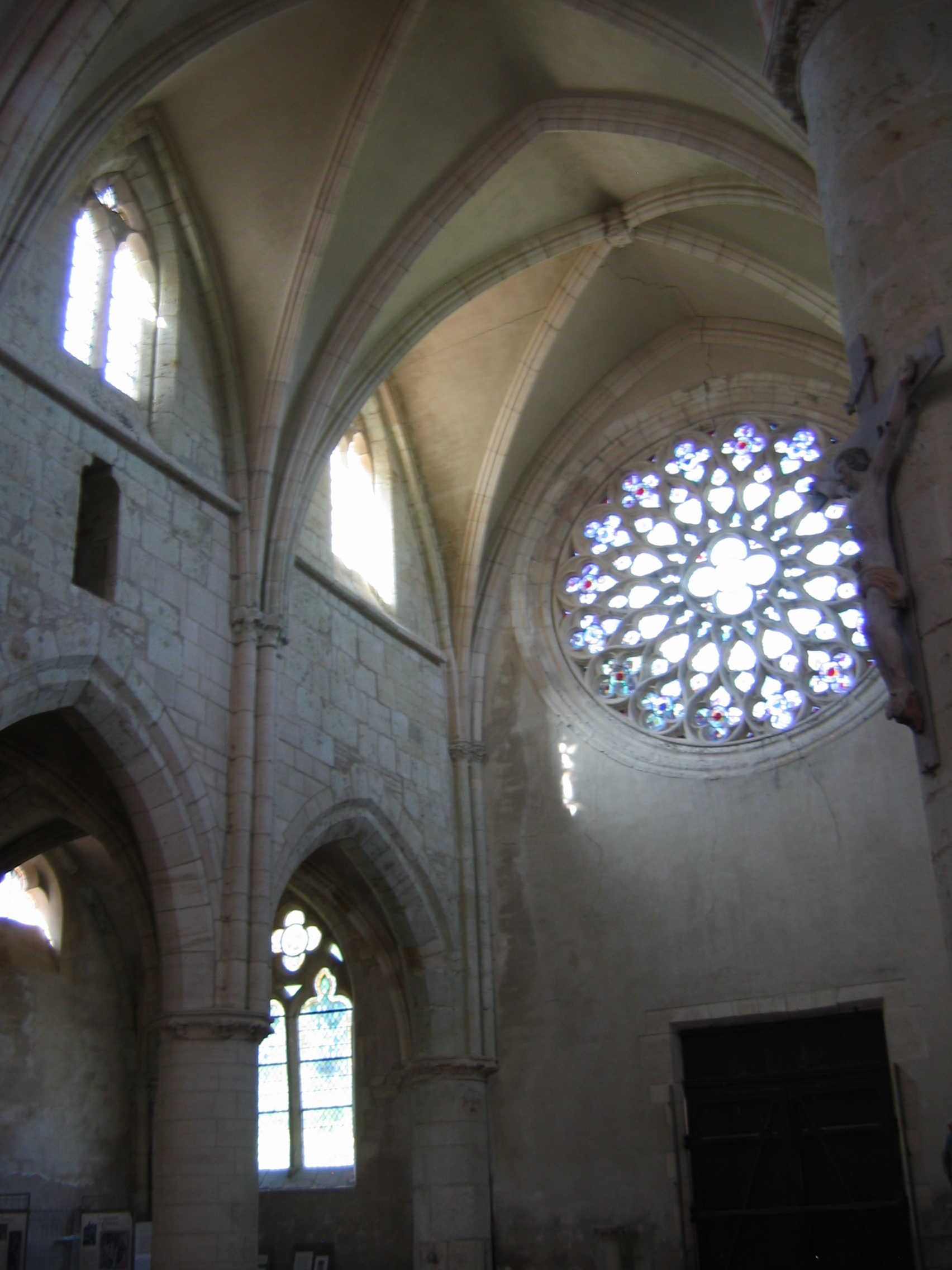
Westabschluss der Abteikirche mit Fensterrose

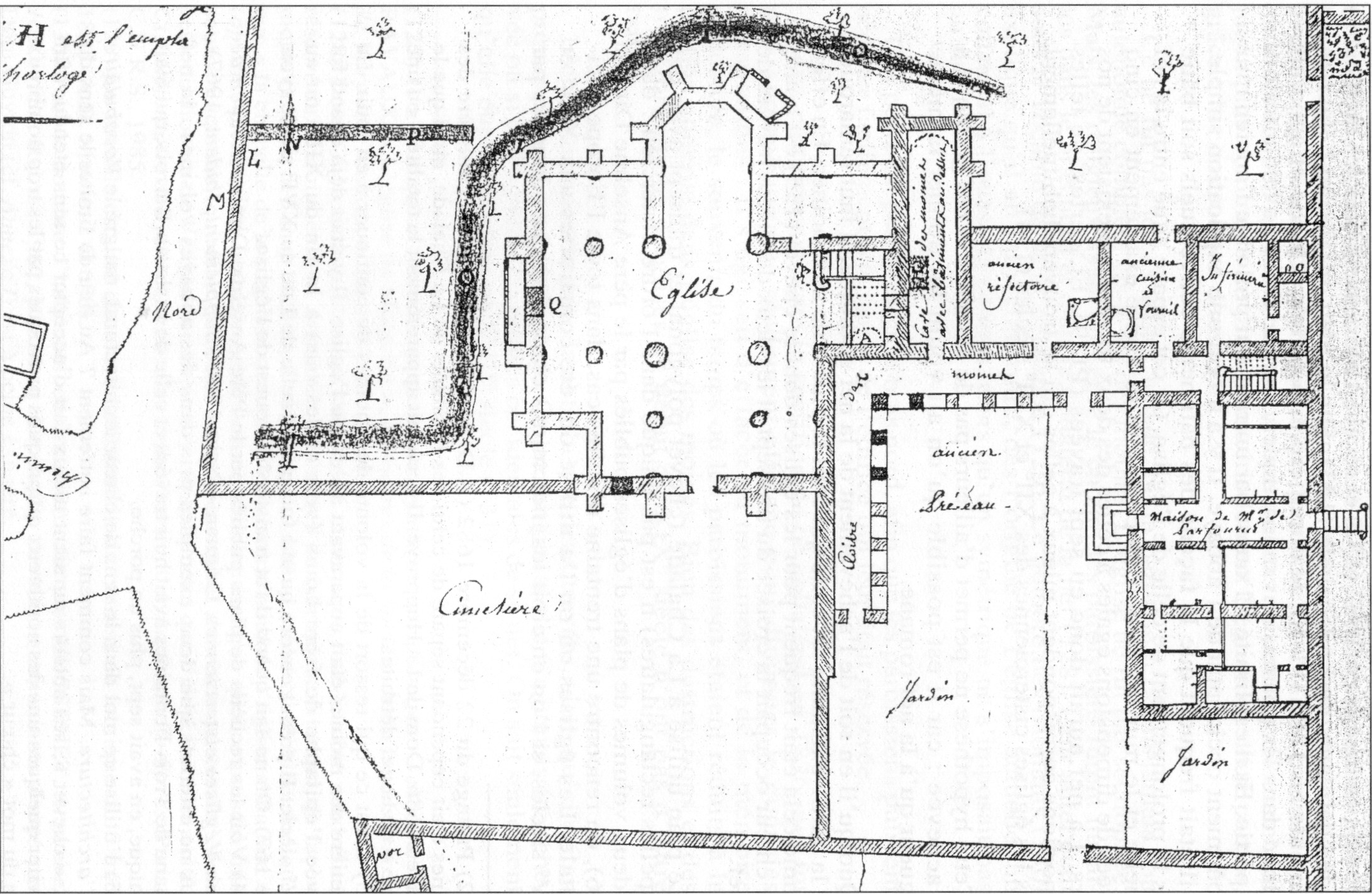
Grundriss aus dem Jahr 1822

Das Kloster wurde um das Jahr 1120 von den Brüdern Robert und Ricuin, die Benediktinermönche im Kloster Saint-Vanne in Verdun waren, gegründet. Auf Bitte von Ricuin erfolgte im Jahr 1127 der Anschluss an den Zisterzienserorden als Tochterkloster von Kloster Trois-Fontaines. Damit gehörte es der Filiation der Primarabtei Clairvaux an. Bis in das 15. Jahrhundert blühte das Kloster und zählte zeitweise bis zu 100 (nach anderen Angaben 300) Mönche, auch erhielt es umfangreiche Stiftungen, überwiegend auf französischem Gebiet. 1136 wurde eine romanische Kirche geweiht. Das Kloster errichtete Ziegeleien und Glashütten in den umliegenden Wäldern. 1147 wurde das Tochterkloster Chéry gegründet. Ein um die Wende zum 14. Jahrhundert begonnener neuer gotischer Kirchenbau wurde gegen 1340 vollendet. 1583 fiel das Kloster in Kommende. 1637 musste es die strenge Observanz übernehmen. Im späten 17. Jahrhundert wurden die Klostergebäude erneuert. Aus dem Kapitelsaal wurde das Refektorium und aus dem Schlafsaal wurden Einzelzellen. Die Arkaden auf der Südseite des Kreuzgangs wurden im 18. Jahrhundert neu errichtet. In der französischen Revolution fand das Kloster 1790 sein Ende. 1792 wurde es als Nationalgut verkauft. 1838 soll die Kirche in ruinösem Zustand gewesen sein, sie wurde jedoch bis 1869 restauriert. 1862 wurde in der Westfassade eine große Rosette aus der Kirche Saint-Vanne in Verdun angebracht. Seit diesem Jahr ist die Kirche auch als Monument historique eingetragen. In den beiden Weltkriegen erlitt das Kloster, in dessen Nähe die Front im Ersten Weltkrieg verlief, erhebliche Schäden; so gingen 1914 bis 1918 die Fenster verloren, während 1940 bei einem deutschen Luftangriff ein Teil der Gewölbe einstürzte. Die Wiederherstellung dauerte bis 1968.

## Bauten und Anlage
Die gotische Kirche in guten Maßverhältnissen und solider Konstruktion (Volkelt/van Hees) wurde in Form eines lateinischen Kreuzes geplant, ist aber entweder nicht vollständig ausgeführt worden oder sie hat in der Folgezeit den größten Teil des Langhauses und der Seitenschiffe verloren. Vorhanden sind der fünfeckige Chor mit großen Maßwerkfenstern und Strebepfeilern, das 34 m breite, zweischiffige Querhaus mit je zwei Seitenkapellen im Osten und das erste Langhausjoch, das nach Westen von einer Wand mit einer Rosette im Flamboyant (nicht ursprünglich) geschlossen wird. Das lichterfüllte Innere ist in der typischen Zisterziensergotik des 14. Jahrhunderts gehalten. In den Seitenschiffen finden sich gebündelte Wanddienste. Die Seitenkapellen sind spitzbogig gegen das Querhaus geöffnet, die inneren Kapellen auch zum Chor. Über dem Vierungsgewölbe befand sich ein wohl im 19. Jahrhundert abgegangener Dachreiter. Im Südquerhaus befand sich an der Stirnwand eine Rosette, die bei der Erhöhung der Abteigebäude zugesetzt wurde. Reste der Verglasung des 14. Jahrhunderts und von Bodenfliesen sind erhalten, außerdem drei gravierte Grabplatten von Rittergräbern. Von der Klausur sind noch der Ost- und der Südflügel aus dem 17. Jahrhundert aus Ziegel und Hausteinen im Stil des Louis XIII. vorhanden, die den Kreuzgang einbeziehen.

## Äbte
Die folgenden Personen waren Äbte der Zisterzienserabtei La Chalade:
- Haton, genannt 1130
- Hugues, genannt 1134
- Gonthier, genannt 1135–1159
- Remi, genannt 1167–1178
- Eustache, genannt 1179–1184
- Gui, genannt 1189–1192
- Richer, genannt 1197–1203
- Adam, genannt 1206–1208
- Thibaud, genannt 1213
- Robert I., genannt 1214
- F. genannt 1228
- Th., genannt 1235
- Roger, genannt 1239
- Geoffroy, genannt 1244
- Gui, genannt 1250
- Martin, genannt 1266–1269
- Roger, genannt 1271–1288
- Jean I., genannt 1310
- Jacques I., genannt 1331–1332
- Garnier, genannt 1357
- Jean II. von Löwen, genannt 1399–1408
- Jean III. von Varennes, genannt 1421–1430
- Nicolas I., genannt 1451–1460
- Robert II. von Varennes, genannt 1456–1468
- Jean IV. Adem, genannt 1478
- Nicolas II. Clasquin, genannt 1483–1511
- Jean V. von Montblainville, genannt 1516–1517
- Jean VI. Herbelet
- Jacques II. Mahinet, genannt 1519, gestorben 1534 ?
- Claude I. Angenost, genannt 1541, gestorben 1562
- Bernard de la Ferté, genannt 1565, gestorben 1574
- Claude II. Lollier, 1574–1581
- Karl I. von Lothringen, 1583–1587, Schwager des Königs Heinrich III.
- Charles II. Le Pougnant, 1587–1597
- Christophe de la Vallée, 1597–1607
- François de Livron de Bourbonne, 1607–1647
- Gilbert de Clérembault de Palluau, 1648–1680
- Adrien de Guitonneau, 1680–1682
- Nicolas III. Chéron, 1683–1692
- Louis-François de Vassinhac d’Imécourt, 1692–1716
- Eustache Le Danois de Geoffreville de Ronchères, 1717–1757
- Charles III. de Broglie, 1757 bis zur Demission 1774
- Claude III. de Tudert, 1774–1779
- Jacques-Marc-Antoine de Mahuet de Lupecourt, 1779 bis zur Klosteraufhebung 1790